# الجامعة الكاثوليكية الأمريكية
الجامعة الكاثوليكية الأمريكية وهي جامعة تعليمية خاصة تقع في مدينة واشنطن العاصمة في الولايات المتحدة وهذه الجامعة تابعة للكنيسة الكاثوليكية في الفاتيكان حيث من أنشئت المقبل المطارنة الكاثوليك في الولايات المتحدة. تم تأسيسها في العاشر من أبريل 1887 في زمن البابا ليو الثالث عشر في عيد القيامة في تلك السنة.